# Teofil·lina
La teofil·lina és un alcaloide de la família metilxantina, la mateixa a què pertanyen la cafeïna i la teobromina, estimulants del sistema nerviós central i broncodilatadors. Es troba de manera natural al te negre i al te verd. La teofil·lina és especialment diurètica: ajuda a l'eliminació de líquids a través de l'orina. Fon a 272 °C. El nom químic (IUPAC) és 1,3 dimetilxantina. El principal efecte és la dilatació general dels vasos perifèrics, broncodilatació (usada per tractar l'asma), estimulació del còrtex cerebral, sensació d'escalfor a la pell i pesadesa de cames i braços. En països industrialitzats, l'adveniment dels glucocorticoides per inhalació, els agonistes de receptors beta adrenèrgics i els fàrmacs modificadors de leucotriè han disminuït notablement l'amplitud de l'ús de la teofil·lina.